# La Savanne (Princes Town)
La Savanne es una localidad de Trinidad y Tobago, que forma parte de la región de Princes Town.

## Geografía
La localidad abarca parte de la isla Trinidad y limita al norte con Basseterre, al sur con Bon Jean y La Ruffin, al este con Canaree y al oeste con Marac.

## Demografía
Datos demográficos de la localidad de La Savanne:
| Gráfica de evolución demográfica de La Savanne entre 2000 y 2011 |
|                                                                  |